# Tschierv
Tschierv est une ancienne commune suisse du canton des Grisons, située dans la région d'Engiadina Bassa/Val Müstair. Elle a fusionné le 1er janvier 2009 avec Fuldera, Lü, Müstair, Santa Maria Val Müstair et Valchava pour former la commune de Val Müstair. Son ancien numéro OFS est le 3845.

Vue aérienne par (1954).